# Agelena doris
Agelena doris là một loài nhện trong họ Agelenidae.
Loài này thuộc chi Agelena. Agelena doris được Henry Roughton Hogg miêu tả năm 1922.